# Садовка (Ковилкінський район)
Садо́вка (рос. Садовка, ерз. Садовка) — присілок у складі Ковилкінського району Мордовії, Росія. Входить до складу Троїцького сільського поселення.
Населення — 44 особи 2010; 86 у 2002).
Національний склад станом на 2002 рік:
- мордва — 98 %